# 相山区
相山区（そうざん-く）は中華人民共和国安徽省淮北市に位置する市轄区。

## 行政区画
- 街道:相南街道、東街道、西街道、東山街道、任圩街道、南黎街道、曲陽街道、三堤口街道
- 鎮:渠溝鎮